# Flegrejsko otočje
Flegrejsko otočje (v italijanskem izvirniku Isole Flegree [ìzole flegrèe]), je skupina štirih otokov v Tirenskem morju, zahodno od mesta Neapelj. Največji otok je Ischia. Upravno spada otočje pod italijansko deželo Kampanija (pokrajina Napoli). Skupaj z otokom Capri in mnogimi majhnimi otoki v Neapeljskem zalivu, sestavlja Neapeljsko otočje.
Enako kot Flegrejska polja, istoimensko področje kopnega ob njem (Campi Flegrei), je otočje dobilo ime po ognju, iz latinske besede flego = gorim, kar jasno govori o vulkanskem delovanju na tem ozemlju. Izbruhi, ki so izoblikovali pokrajino, segajo daleč v preteklost (35.000 let od tega), toda ognjeniška dejavnost se še ni polegla. Otok Ischia je nastal verjetno okoli leta 2200 pr. n. št. po izbruhih današnje njegove najvišje vzpetine, ki je pa od leta 1301 neaktivna; na vulkansko dejavnost spominjajo le nekatere solfatare. Na otoku Procida so jasno vidni ostanki štirih vulkanskih žrel (kraterjev) in otoček Vivara je peto žrelo te skupine.
Otočje sestoji iz sledečih otokov:
| Otok    | Površina km² |
| ------- | ------------ |
| Ischia  | 46,3         |
| Procida | 4,13         |
| Nisida  | 0,7          |
| Vivara  | 0,4          |

## Zgodovina
V klasični epohi so se nekateri Flegrajski otoki imenovali Pithecussae, grško Pithekousai (Πιθηκοῦσαι, "otoki opic"). Grški mit pripoveduje o dveh razbojnikih, Cercopes iz Efeza, ki sta si privoščila potegavščino z Zevsom, ki ju je nato kaznoval tako, da ju je spremenil v opice in izgnal na otoka Aenaria (Ischia) in Prochyta (Procida).
Legenda je dala pošast Tifona pokopati pod Ischio, velikana Mimasa pa pokopati pod Procido. Takšne zgodbe bi lahko bile pomembne kot namig, kako so stari Grki poskušali pojasniti vulkanizem celotnega območja. Posledično spremembe topografije otokov so bile posledica pogostih posegov božanstev.